# آغکند ثمرق
آغکند ثمرق یکی از روستاهای استان آذربایجان شرقی است که در دهستان قره‌ناز بخش مرکزی شهرستان مراغه واقع شده‌است.